# Denization

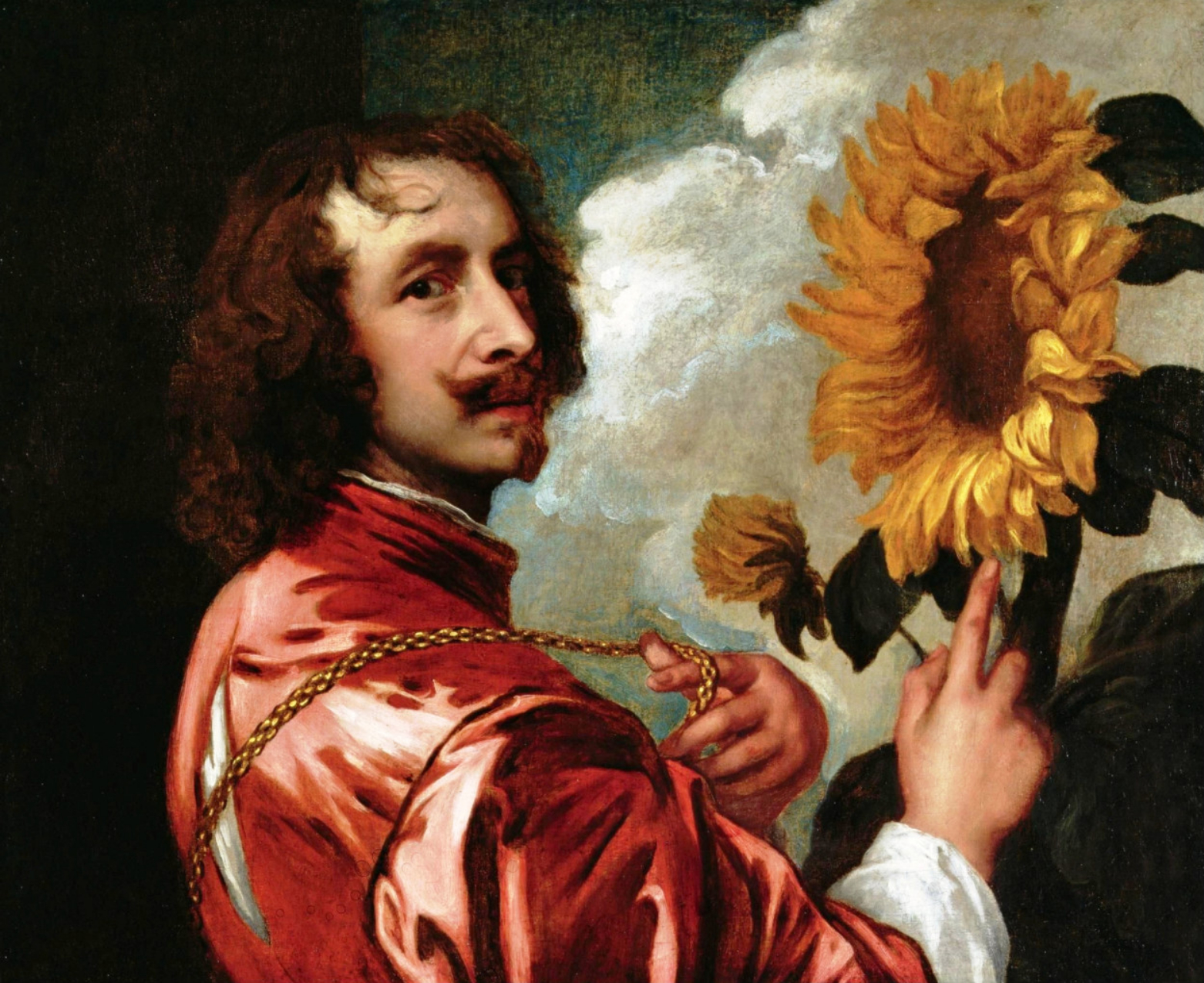
Self-portrait with a sunflower door Anthony Van Dyck (Antoon van Dyck), een denizen uit 1638

Denization is een historische rechtsfiguur die vreemdelingen in het Verenigd Koninkrijk toeliet door middel van een patentbrief, op grond waarvan men een ingezetene (denizen) kon worden. Men betaalde een vergoeding aan de koning en legde een eed af. De procedure, die terugging tot de 13e eeuw, verleende geen volwaardig burgerschap of nationaliteit, maar een statuut dat kan worden vergeleken met permanent verblijfsrecht. Belangrijk daarin was het recht van de ingezetene om land in eigendom te mogen houden. Naturalisatie bestond ook, maar vergde een meer omslachtige en duurdere procedure via het parlement. Denization raakte in onbruik nadat de British Nationality and Status of Aliens Act 1914 het naturalisatieproces had vereenvoudigd.

## Bekende denizen
- Antonio Fernandez Carvajal (c. 1590-1659) (in Portugees: António Fernandes Carvalhal) was een Portugese joodse handelaar die als eerste van dit recht gebruikt maakte.
- Antoon van Dyck